# Неоформленное коммунальное имущество

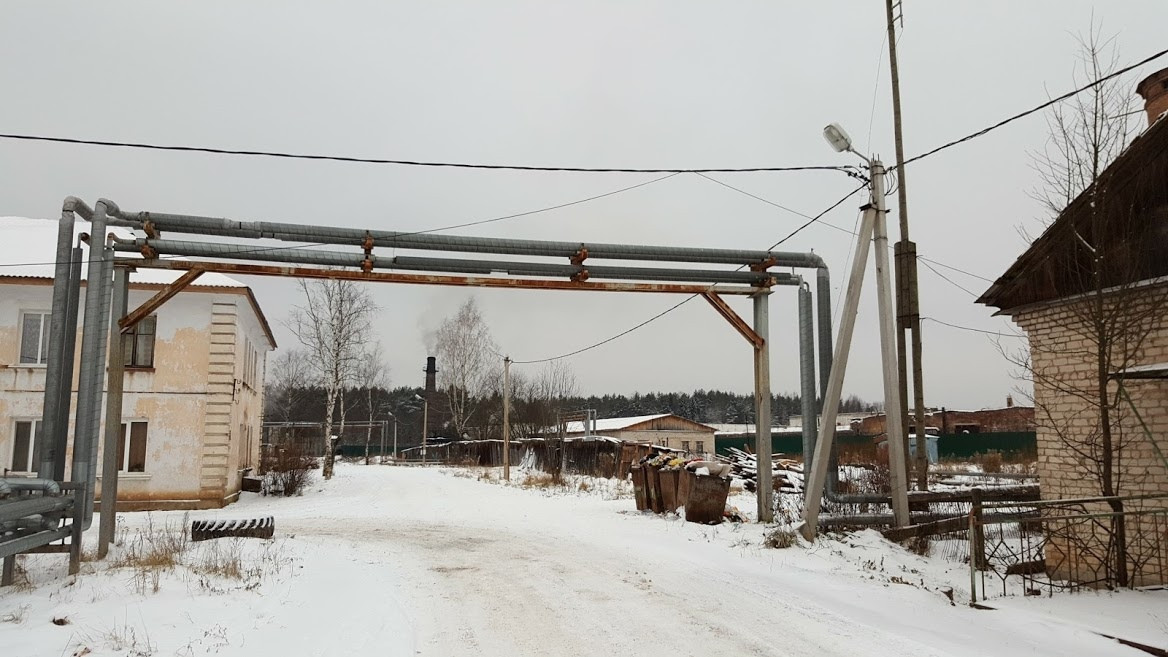
Неоформленные теплосети, ранее принадлежавшие колонии

Неоформленное коммунальное имущество — имущество общего пользования, в отношении которого не проведен весь ряд правоустанавливающих работ — межевание (в случае необходимости оформления земельного участка под объектом), составление технического плана, постановка на кадастровый учёт, внесение в реестр государственного или муниципального имущества.

## История происхождения
Массовое возникновение «ничейной» коммунальной собственности связано с разрушением экономико-юридических институций Советского Союза и характерно, как минимум, для всей территории СНГ. Банкротство сельскохозяйственных и промышленных предприятий и крушение устоявшейся советской регистрационно-учетной системы привело к тому, что десятки тысяч километров дорог, канализационных и электрических сетей, водопроводов и водонапорных башен, систем орошения, зданий и сооружений, кладбищ и памятников остались фактически «ничейными».
После ликвидации колхозов и совхозов принадлежавшие им ранее водопроводы оказались практически бесхозными. Из-за ликвидации и отсутствия соответствующих технических служб, источников финансирования перестала действовать ранее существовавшая система их технической эксплуатации, обслуживания и ремонта.
Ситуацию, по мнению исследователя неоформленного коммунального имущества — заместителя председателя фонда поддержки социальных исследований «Хамовники» по науке, доцента НИУ ВШЭ Ольги Моляренко, — усугубил тот факт, что огромное количество этих сооружений было построено так называемым «хозяйственным способом», когда предприятия строили своими силами, без проектов и документации. Помимо этого, начиная с конца 1990-х государственные предприятия и учреждения (Министерство обороны, ФСИН, государственные заводы) начали активно избавляться от «непрофильных активов»: детских садов, котельных, жилых домов и т. п. Вопреки действующему законодательству, полноценной передачи этих объектов в большинстве случаев не произошло. Например, Министерство обороны вопреки Гражданскому кодексу передаёт здания без ремонта и без земельных участков под ними.

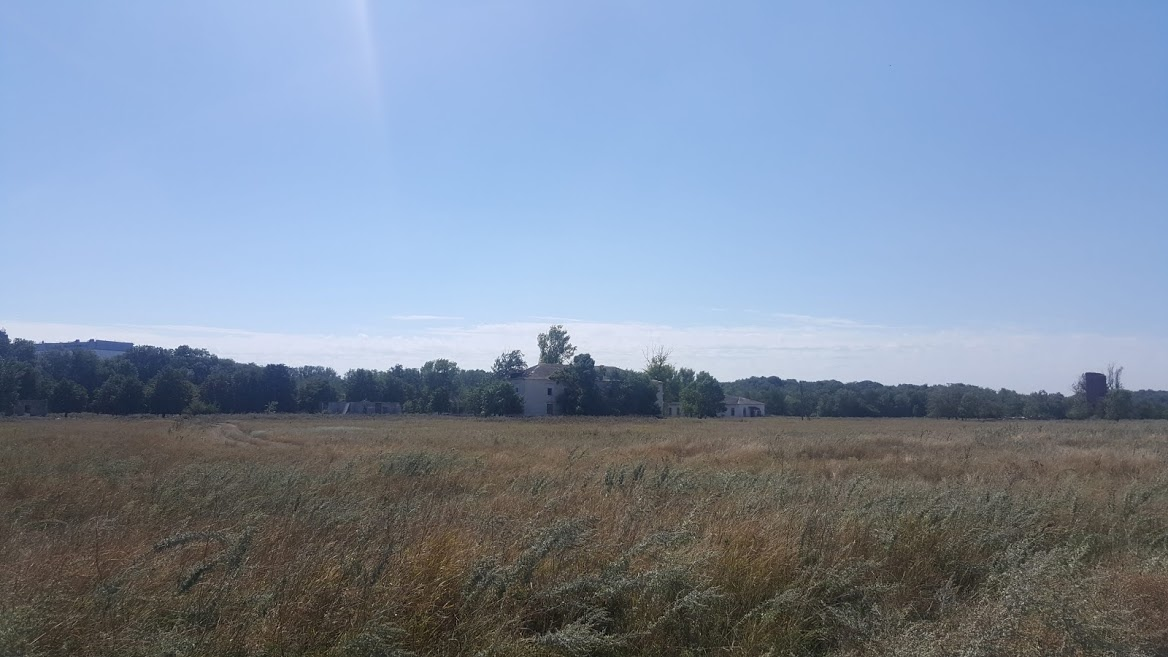
Здания бывшего военного городка

На сегодняшний день, по мнению Ольги Моляренко, главной причиной существования неоформленного коммунального имущества является «недоразграничение собственности»: «Нормативно-правовая основа разграничения формировалась в 1991—1995 годах, но фактически оно было проведено „по минимуму“. Законодательство же при этом исходит из презумпции полностью состоявшегося разграничения. Кроме того, появлению „ничейных“ дорог, кладбищ и иной инфраструктуры способствовали регулярное изменение норм оформления права собственности, длительный правовой „разрыв“ между возведенным объектом и земельным участком под ним, а также заявительный принцип возникновения права и переложение расходов на собственника».

## Виды неоформленного коммунального имущества
Информация о неоформленном коммунальном имуществе прорывается в информационное поле чаще всего в тех случаях, когда с этим имуществом случаются аварии или те или иные законодательные коллизии для местных жителей. На основании информации из средств массовой информации и полевых интервью, собранных, например, в ходе проекта фонда «Хамовники» «Конструктивная роль неформальных отношений в системе государственного и муниципального управления», исследователи выделяют следующие виды неоформленного коммунального имущества:

### Дороги
Проблема неоформления дорог «актуальна для муниципалитетов внутригородских территорий городов федерального значения, городских округов, муниципальных районов, сельских и городских поселений» и не связана с экономическим благополучием регионов.
Процедура оформления дорог и постановка их на кадастровый учёт связаны не только с крупными финансовыми затратами со стороны бюджетов муниципалитетов, но и с большими людскими ресурсами, которые необходимо задействовать при оформлении, и которыми не располагают муниципальные администрации. Кроме того, местные власти не заинтересованы в полноценном оформлении дорог, поскольку содержание и ремонт этих магистралей будет осуществляться за их счет, а в случае плохого состояния проезжей части местные власти будут привлечены к ответственности контрольно-надзорными органами.
Наиболее частые виды неоформленных дорог:
- улицы частного сектора;
- придомовые проезды многоквартирных домов;
- дороги к дачным, садоводческим товариществам;
- дороги к ведомственным объектам;
- дороги к недавно построенным микрорайонам и домам;
- дороги фактически общего пользования, расположенные на ведомственных землях.

### Кладбища
Огромное количество кладбищ в России на сегодняшний день не имеют собственника (не оформлены в муниципальную собственность), и, соответственно, земельные участки под ними не поставлены на кадастровый учёт. Более того, неизвестно, сколько вообще в Российской Федерации кладбищ, какие из них действующие, а какие закрыты для захоронений. Приводятся разные оценки: Министерство строительства утверждает, что в России всего около 72 тысяч кладбищ, а Союз похоронных организаций и крематориев говорит о 600 тысячах погостов.
Неоформленность кладбищ влечет за собой проблемы как для местных властей (невозможность тратить бюджетные средства на содержание кладбища), так и для местных жителей (например, если кладбище расположено на территории государственного лесного фонда, то ни осуществлять захоронения, ни очищать кладбище от упавших деревьев люди по закону не имеют права).
«Есть и другие проблемы. Если вы похоронили родственника на бесхозном кладбище, которое расположено на землях сельхозназначения, — а это очень распространенная ситуация, — землю могут продать, потому что в документах не будет значиться, что на ней располагается кладбище. Новый собственник, например, захочет построить на ней коттеджный поселок. Покупая землю, он переводит ее в другую категорию, а кладбище просто сносит. И вы никак не сможете это оспорить: собственник имеет право делать со своей землей что хочет».
Среди причин, по которым кладбища относятся к неоформленному коммунальному имуществу, эксперты выделяют следующие:
- неполнота или коллизионность земельного законодательства;
- нехватка в муниципалитетах земли для расширения кладбищ;
- дефицит средств на содержание мест захоронения (что в ряде случаев вызвано невозможностью финансировать благоустройство кладбища по причине его неоформления) и скудное финансирование деятельности специализированных МУПов (что зачастую приводит к взиманию платы за те услуги, которые, согласно законодательству, должны предоставляться бесплатно);
- неопределенность юридического статуса специализированных служб по вопросам похоронного дела, их организационно-правовой формы;
- коррупционная деятельность и оппортунизм подрядчиков (в некоторых случаях неизбежно вызываемые недофинансированием);

### Памятники
По сходным с кладбищами причинам не оформлено и не имеет собственников огромное количество памятников (памятники ветеранам Великой Отечественной войны и других конфликтов, различные мемориалы и т. д.), часть из которых расположена на землях сельскохозяйственного назначения и лесного фонда. Это, во-первых, означает, что местные власти не могут легально ухаживать за памятником, а, во-вторых, собственники участков в любой могут снести эти монументы.

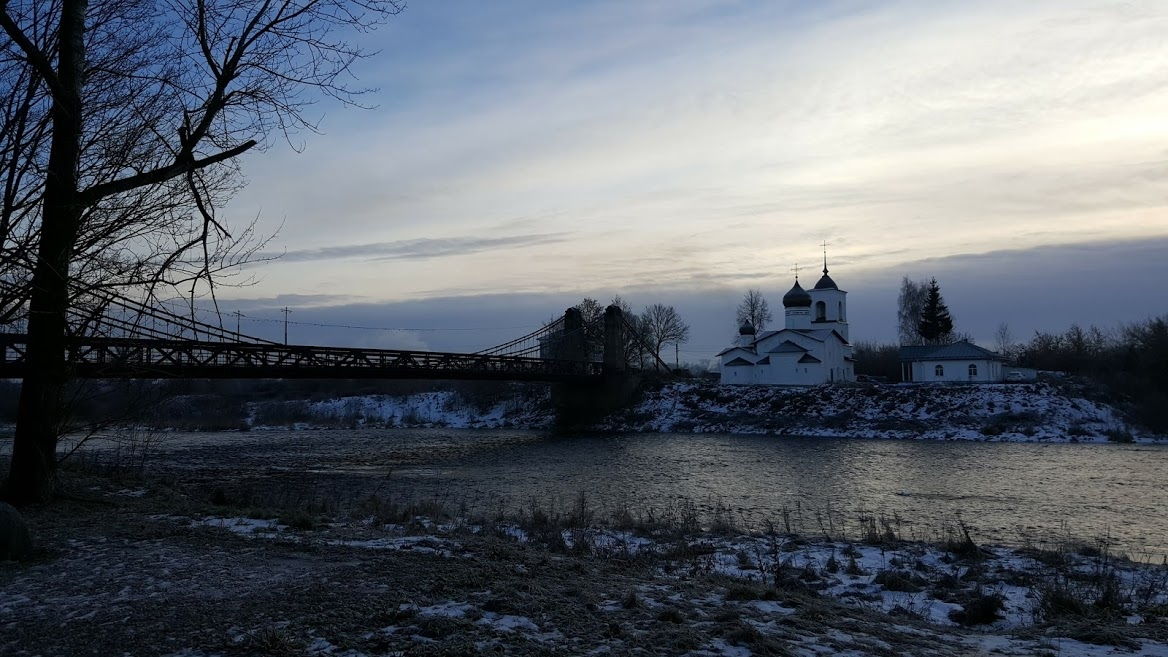
Мост, не стоящий ни на чьем балансе

### Сети коммуникаций
Наибольшие проблемы, по мнению исследователей, связаны с неоформленными сетями коммуникаций, среди которых чаще всего встречаются:
- газопроводы и газораспределительные сети;
- электрические сети[17];
- водопроводы и водонапорные башни;
- водоотведение (канализация, ливневки);
- путепроводы и переезды;
- мосты, дамбы и ирригационные системы;

Комплекс причин, по которым эти объекты не оформлены и не имеют хозяина, — тот же, что и в остальных случаях. В итоге юридически эти объекты не имеют собственника, но используются для доставки ресурсов (газа, электричества, воды) от поставщика потребителям.
«Фактически мы имеем дело с теневым управлением бесхозяйной инфраструктурой на местах, — замечает социолог Ольга Моляренко. — Через различные неформальные схемы и прежде всего личные связи решаются многие коммунальные вопросы. Так оказывается выгоднее, чем оформлять официально неучтенное имущество в собственность».
В случае аварии никто за них не отвечает и ремонтировать не имеет права. Нередки случаи, когда местные жители самостоятельно ремонтируют подобное имущество, но прокуратура предписывает снести такой «самострой», а на тех, кто осуществлял ремонт, налагает штрафы.

## Механизмы оформления коммунального имущества
Для полноценного оформления коммунального имущества необходим целый комплекс исследовательских, юридических и финансовых мер и пересмотр государственной политики в ряде сфер.
Во-первых, необходимо определить масштаб проблемы в разрезе каждого конкретного типа имущества, будь то протяженность дорог, количество неоформленных кладбищ и памятников или водопроводных сетей.
Во-вторых, и это, пожалуй, не зависит от типа имущества, государству следует сделать значительные скидки или убрать плату за оформление имущества в собственность муниципалитетов (например, за межевание).
В-третьих, проработать изменения законодательства для упрощения оформления разных типов неоформленного коммунального имущества. Например, исследователи предлагают провести «дорожную амнистию», «кладбищенскую амнистию» и т. п.
Например, в рамках «кладбищенской амнистии» предлагается, в частности, «пренебречь требованием минимального размера вновь образуемого земельного участка, …провести землеустроительные и кадастровые работы бесплатно, не взимая с муниципалитетов платы, провести уточнение статуса и возможного функционала МУПов, уточнить формулировки Федерального закона № 8-ФЗ».